# Chatière
Pour le terme de spéléologie, voir Chatière (spéléologie).

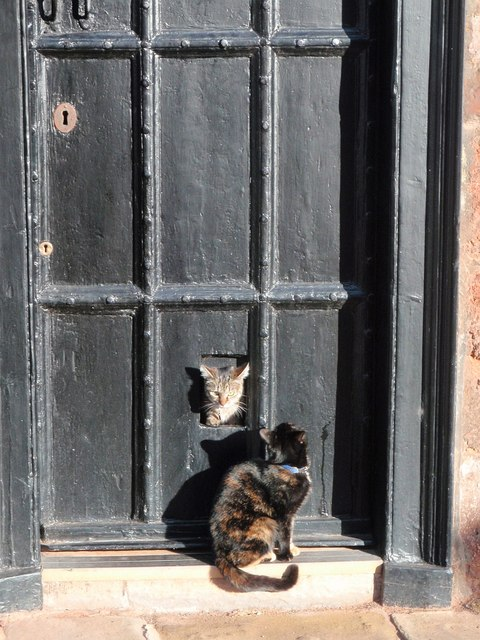
Chat sortant d'une chatière.

Une chatière est une ouverture pratiquée dans une porte afin de laisser passer les chats et les chiens. En milieu rural, il peut s'agir d'un simple trou dans un mur ou une toiture, d'où par extension, la chatière de toit (orifice qui assure une ventilation naturelle).
Par extension, ce terme désigne une ouverture exiguë dans la dalle de fermeture d'une sépulture mégalithique.

## Historique
Selon une légende urbaine, elle aurait été inventée par Isaac Newton qui était un amoureux des chats et ne supportait pas de les laisser enfermés. Mais aucune source contemporaine du savant ne prouve cette affirmation.
Par ailleurs, cette théorie est infirmée par l'exemple suivant : dans le roman picaresque El Buscón, paru en 1626 (soit seize ans avant la naissance de Newton), Don Pablos utilise une chatière pour faire passer une clé à l'intérieur d'une pièce qu'il vient de fermer de l'extérieur :

« À la pointe du jour je me levai doucement avant qu’il fût éveillé, je fermai la porte par dehors, je jetai la clef dans la chambre par une « chatière » et je m’en allai, sans qu’il eût rien entendu, m’enfermer dans une hôtellerie et attendre une commodité pour retourner à Madrid. »

— Francisco de Quevedo, El Buscón
Un trou pratiqué au seizième siècle au bas d'une porte de la cathédrale d'Exeter est l'une des plus anciennes chatières actuellement connues. Elle laisse passer le chat chargé de chasser les rongeurs, celui-ci payé depuis le quatorzième siècle pour ce faire. Une trace du règlement aux charpentiers employés à cette tâche a permis de dater approximativement la création de cette chatière primitive.

## Fonctionnement
Il existe de nombreux systèmes de chatière, du plus simple (trou dans la porte) au plus compliqué (détection et identification de l'animal grâce à un signal dans son collier). 
Les modèles commerciaux ont généralement un verrou d'entrée et un verrou de sortie indépendants. Le défaut de ces ouvertures est une perte thermique non négligeable.